# Friedrich Blühmel
Friedrich Blühmel  (né en 1777 à Pless, Haute-Silésie ; décédé en 1845) était un corniste et un facteur d'instruments allemand.
Friedrich Blühmel invente en 1813, indépendamment et en même temps que le corniste Heinrich Stölzel, la technique des pistons pour instruments à vent de la famille des cuivres. Tous deux équipèrent le cor naturel de deux pistons pour en faire un cor chromatique. Cet instrument acquiert ainsi une plus grande vivacité et devient utilisable comme instrument mélodique dans les orchestres. En 1817, le compositeur Werner de Wroclaw écrit le premier concerto pour cor chromatique. En 1818, Friedrich Blühmel dépose avec Heinrich Stölzel un brevet commun d'une durée de 10 ans pour ce cor chromatique muni de deux pistons-cage (en anglais : box valve) qui constituent une amélioration du premier modèle de piston supprimant les angles à 90 degrés perturbant le flux d'air. En 1819, le facteur d'instruments de Leipzig Christian Friedrich Sattler ajoute un troisième piston. À partir de 1820, cette technique des pistons a été appliquée à la trompette. Ces instruments dits à pistons s'imposèrent de plus en plus dans les orchestres et surtout dans le domaine de la musique militaire à partir de 1830.